# VivoCity
VivoCity è il più grande centro commerciale di Singapore.

## Descrizione
Situato nel quartiere HarbourFront di Bukit Merah, è stato progettato dall'architetto giapponese Toyo Ito. Il suo nome deriva dalla parola vivacità. Secondo il presidente di Mapletree Edmund Cheng, VivoCity "evoca un'esperienza di vita moderna, stimolante e accessibile a tutti, un luogo che ribolle di energia e che scorre con vitalità". Nel dicembre 2016, VivoCity è stato riconosciuto da Forbes come uno dei migliori centri commerciali di Singapore.

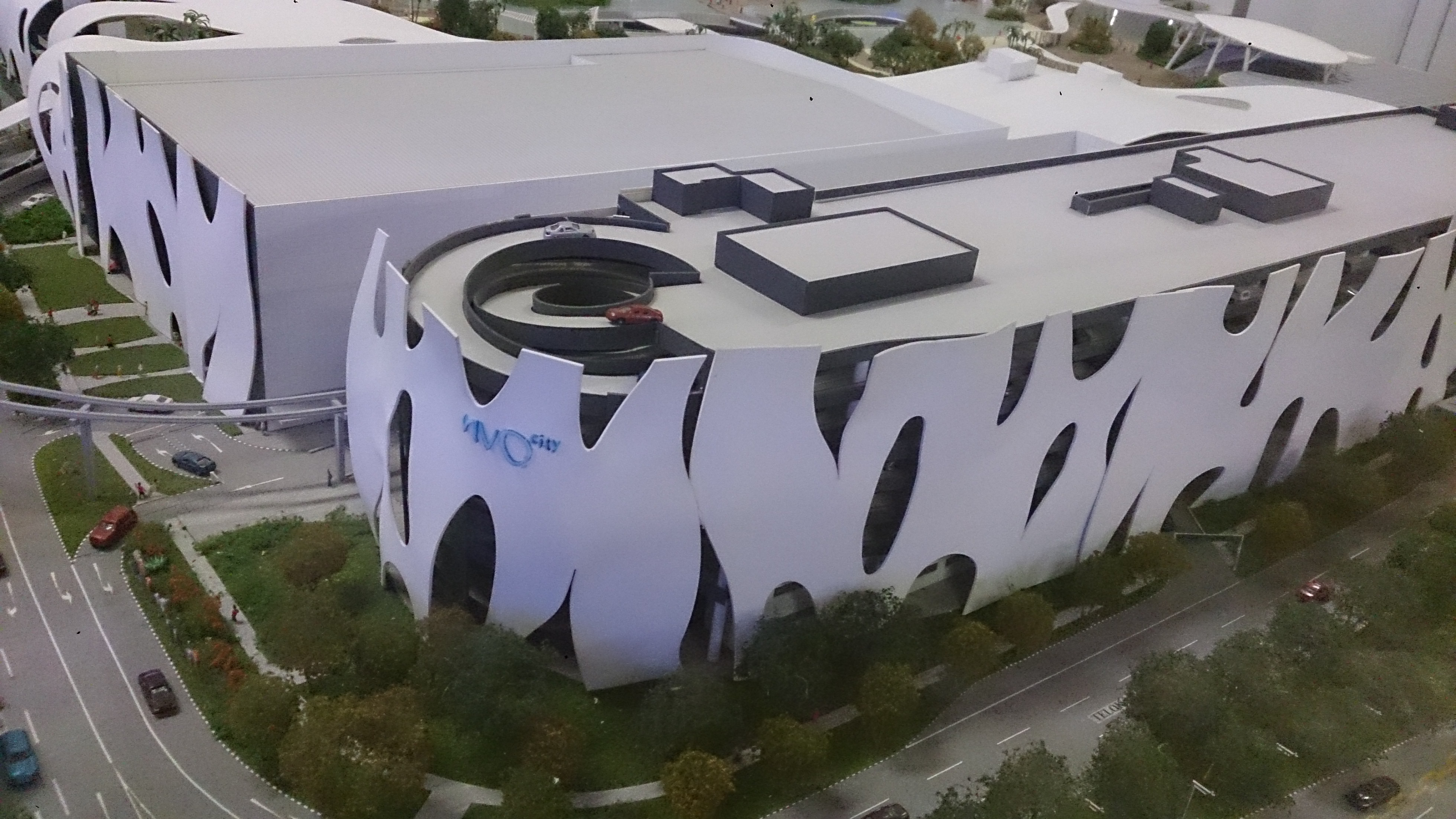
leftvista aerea del complesso

Nel luglio 2018, VivoCity è stato ampliato con una nuova ala del centro commerciale chiamata Basement 1, che si estende su 3.000 metri quadrati e ospita dieci marchi tra le categorie di moda, athleisure e lifestyle. La nuova estensione B1 è accessibile tramite una nuova lobby per scale mobili, la Lobby R, situata proprio accanto alla food court di Kopitiam.